# На крыльях ввысь
«На крыльях ввысь» — советский немой приключенческий фильм 1923 года, снятый Борисом Михином на Третьей фабрике Госкино СССР.
Премьера фильма состоялась 30 января 1924 года. Фильм является утерянным.

## Сюжет
В дореволюционные времена русский инженер Глаголев создаёт новый тип самолёта, который вызывает интерес в мире авиации. Однако служащие заграничной авиационной компании подкупают его механика, чтобы устроить саботаж и повредить самолёт Глаголева. В итоге на самом престижном соревновании побеждает иностранный самолёт.
Спустя много лет, после Октябрьской революции, инженер Глаголев и его сын Борис создают новый самолёт. Борис присоединяется к Красной Армии и становится лётчиком. Во время выполнения одной из миссий он попадает в плен к белогвардейцам, но благодаря своей умелости и отваге ему удаётся выйти из беды. За его подвиги он награждается орденом Красного Знамени, становясь героем и символом советской авиации.

## Роли исполняют
- Яков Волков — изобретатель Глаголев
- Мария Блюменталь-Тамарина — жена Глаголева
- Борис Глаголев — играет самого себя
- Ю. Шибанов — брат Серёжа
- Ася Додонова — лётчица Ирина
- Борис Былинкин — лётчик Налето-Шипульский
- В. Неверов — генерал
- Пётр Нартов-Куркин — директор заграничного авиазавода
- Николай Орлов

## Съёмочная группа
- Авторы сценария: Борис Глаголев, Иван Леонов, Борис Михин
- Режиссёр: Борис Михин
- Оператор: Александр Левицкий
- Художник: С. Кузнецов

## Отзывы
Мы не очень строго критикуем картину, так как сделана она без претензий, а как средний советский фильм вполне себя оправдывает.